# Seigerturm

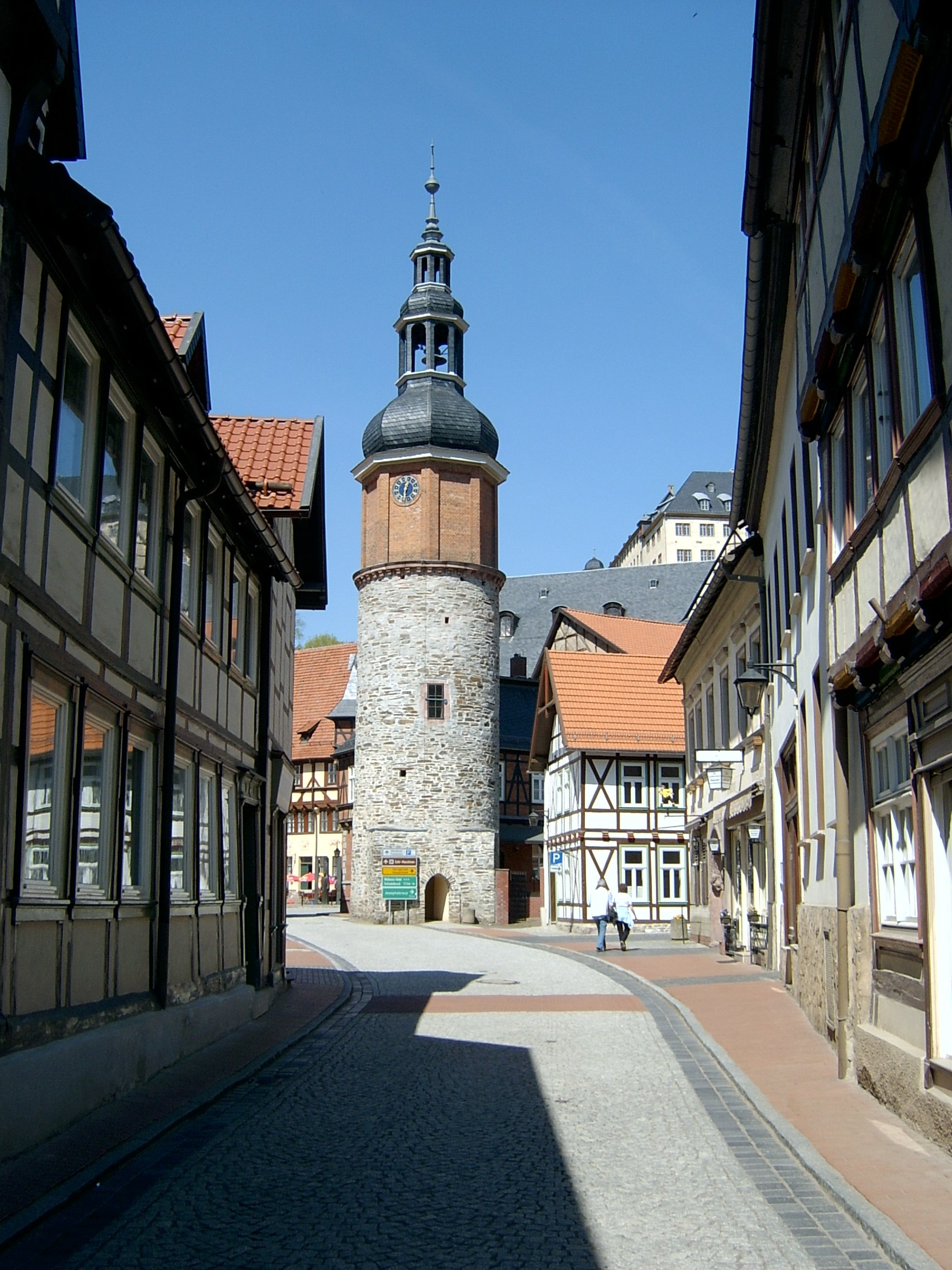
Blick durch die Niedergasse auf den Seigerturm

Der Seigerturm ist ein mittelalterlicher Turm in Stolberg in Sachsen-Anhalt.

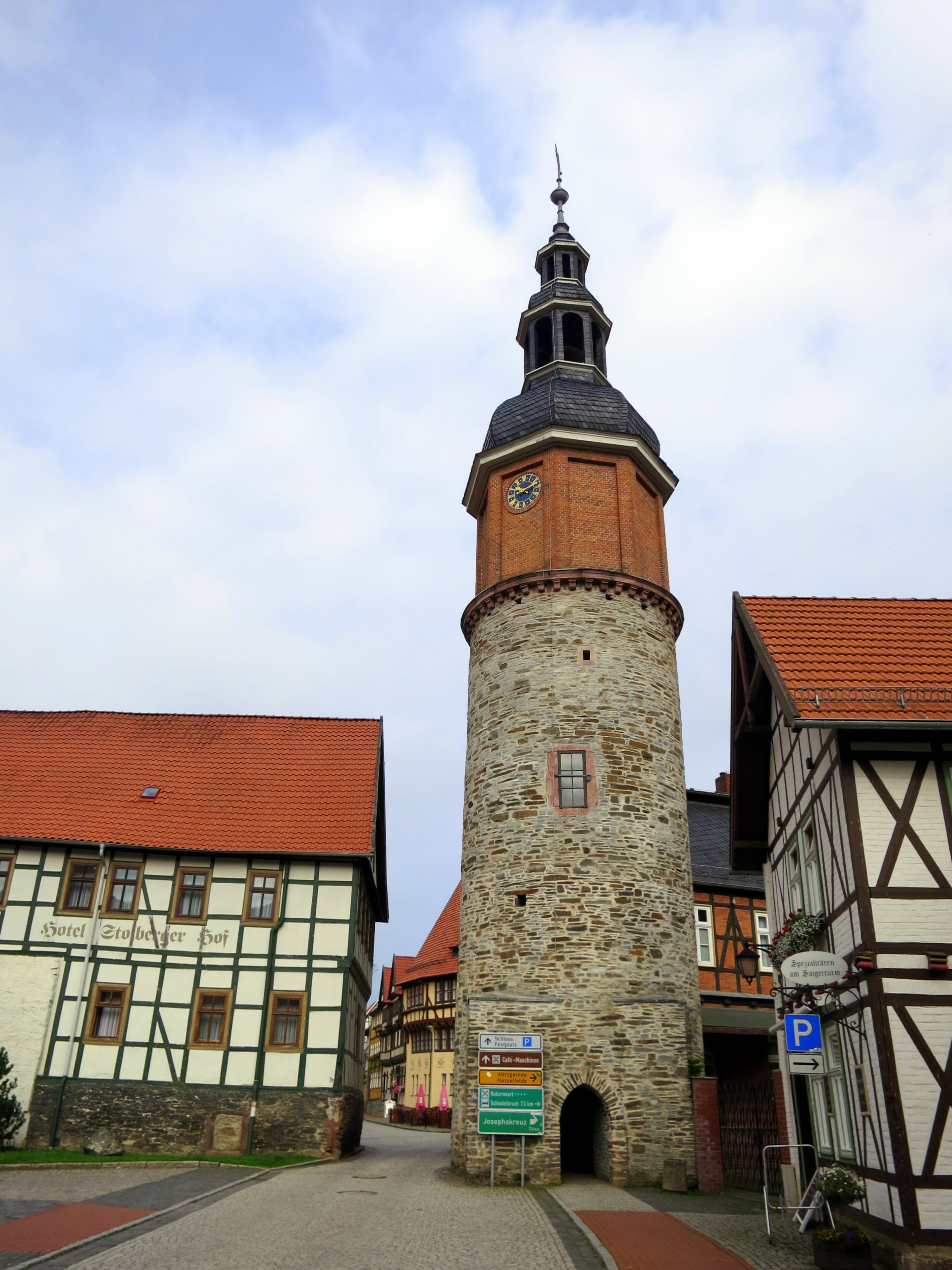
Seigerturm in Stolberg (2014)

Der runde Turm befindet sich an der südlichen, sehr engen Ausfahrt des Marktplatzes der Kleinstadt. Auch die Schreibweise Saigerturm ist gebräuchlich.

## Geschichte
Gebaut wurde der Turm vor dem Jahr 1282 als Bestandteil eines inneren Stadttores, welches damals den Marktplatz schützte. Die eigentliche Tordurchfahrt ist nicht erhalten. Aus dieser Zeit stammt der untere aus Bruchstein errichtete Teil des Turms. Der Name des Turms geht auf die Saigerschmelzhütte zurück, die sich in mittelalterlicher Zeit neben ihm befand. Direkt an der Westseite des Turms schloss sich das ehemalige Rathaus an. Die Durchfahrt zum Markt führte durch das Rathaus hindurch, bis es 1746 abgerissen wurde. 1832 wurde der obere Teil des Turms in Backstein erneuert. Der Turm erhielt damals auch seine heutige Haube mit doppelter Laterne.